# Amarena
 (novembre 2016).

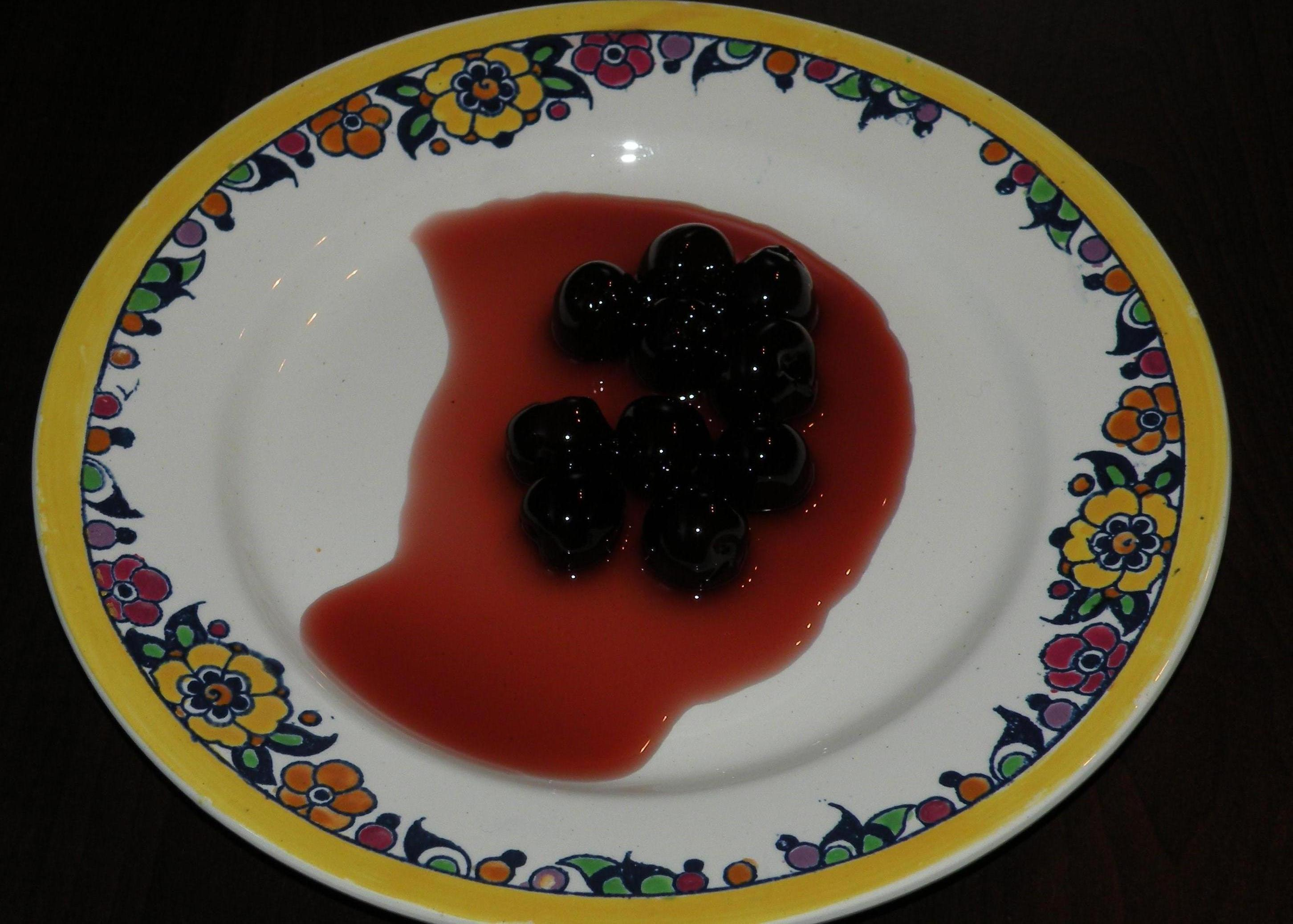
Des cerises amarena dans leur sirop.

La cerise amarena (Prunus cerasus var. Caproniana), est une petite griotte brune produite dans les régions de Bologne et Modène (Émilie-Romagne, Italie). Amère (amara, en italien), l'amarena est généralement utilisée avec du sirop comme décoration sur des desserts au chocolat ou des pâtisseries, et comme assortiment de glaces.
Elle est proche de la marasque (Prunus cerasus var. Marasca), qui entre dans la composition du marasquin.
Elle a été développée par Gennaro Fabbri (né en 1869 à Bologne). Il commença sa production commerciale d'amarena en 1925 sous la marque Fabbri. La société Fabbri (it) est encore une entreprise familiale et produit un grand nombre de pâtisseries, de sirops et de boissons à la cerise amarena.